# Mico humilis
Lo uistitì di Roosmalen o uistitì dalla corona nera o uistitì nano (Mico humilis van Roosmalen et al., 1998) è un primate platirrino appartenente alla famiglia Callitricidi.
Venne visto per la prima volta nel 1996, quando Marc van Roosmalen venne in possesso, 400 km a sud della città di Manaus, di una di queste scimmiette, rinchiusa in una tanica di latte.
Convinto di avere fra le mani un esemplare di una nuova specie sconosciuta alla scienza, van Roosmalen partecipò ad una serie di spedizioni che portarono alla scoperta di una popolazione di questi animali nei pressi di Nova Olinda, nello stato di Amazonas, dove i locali gli spiegarono che il nome indio dell'animale è zog-zog.

## Descrizione

### Dimensioni
Gli adulti misurano fino a 40 cm di lunghezza, di cui più della metà spettano alla coda, per un peso di circa 165 g: solo lo uistitì pigmeo ha dimensioni inferiori, fra le scimmie propriamente dette.

### Aspetto
La zona dorsale è bruno-olivastra, mentre la zona ventrale è giallastra: la faccia è glabra e rosata, circondata da un anello di peli bianchi inferiormente e neri superiormente (da qui il nome comune).

## Biologia
Poco si sa sulle sue abitudini in natura: di certo non è un animale territoriale e rigidamente gerarchico come le altre specie di uistitì, come si può evincere dai gruppi misti, con varie femmine che partoriscono anziché lasciare che solo la femmina alfa del gruppo si riproduca.
A differenza di molti callitricidi, la femmina dà alla luce un unico cucciolo.
In base alla chiostra dentaria, simile a quella degli uistitì resinivori, si presuppone che anche per questa specie la resina costituisca una parte importante della dieta.
Tutte queste caratteristiche uniche e differenti dagli altri uistitì hanno portato in seguito i fratelli Marc e Tomas van Roosmalen a piazzare questo animale in un proprio sottogenere, Calibella, se non addirittura in un genere a sé stante.

## Distribuzione e habitat
Il suo areale è compreso fra la riva orientale del medio corso del Rio Madeira e la riva occidentale dell'Aripuana, nell'Amazzonia brasiliana: il suo areale è il più ristretto fra le scimmie del Nuovo Mondo.